# レノン・レジェンド〜ザ・ヴェリー・ベスト・オブ・ジョン・レノン
『レノン・レジェンド〜ザ・ヴェリー・ベスト・オブ・ジョン・レノン』(Lennon Legend〜The Very Best of John Lennon) は、1997年に発表されたジョン・レノンのベスト・アルバム。

## 解説
ジョン・レノンの生前に発表されたシングル曲のみならず、死後に発表されたシングル曲も収録したジョンのほぼ全てのシングル曲を収録ベストアルバムで、「マザー」もシングル用に編集されたバージョンで収録されている。アルバム曲から「ビューティフル・ボーイ」と「労働階級の英雄」が収録された。「ビューティフル・ボーイ」は日本においてシングルCDとして発売されている。

## 収録曲
1. イマジン – Imagine
2. インスタント・カーマ – Instant Karma!
3. マザー (シングル・エディット) – Mother (single edit)
4. ジェラス・ガイ - Jealous Guy
5. パワー・トゥ・ザ・ピープル - Power to the People
6. コールド・ターキー- Cold Turkey
7. ラヴ - Love
8. マインド・ゲームス -Mind Games
9. 真夜中を突っ走れ - Whatever Gets You Thru the Night
10. 夢の夢 - #9 Dream
11. スタンド・バイ・ミー - Stand By Me
12. スターティング・オーヴァー - (Just Like) Starting Over
13. ウーマン - Woman
14. ビューティフル・ボーイ - Beautiful Boy (Darling Boy)
15. ウォッチング・ザ・ホイールズ - Watching the Wheels
16. ノーバディ・トールド・ミー - Nobody Told Me
17. ボロード・タイム - Borrowed Time
18. 労働階級の英雄- Working Class Hero
19. ハッピー・クリスマス（戦争は終った）- Happy Xmas (War Is Over)
20. 平和を我等に - Give Peace a Chance